# Castie
Castie (in greco antico: Χαστιεῖς?, Chastiêis) era un centro abitato dell'Attica situato probabilmente sul luogo dell'odierna Khassia.
Castie era il primo luogo che si incontrava scendendo da File verso Atene.
Castie è menzionato come demo solo da Esichio, ma secondo John S. Traill si tratta certamente di un errore.